# Obște sătească
Obște sătească este o formă de comunitate a cărei origine se pierde în începuturile epocii medievale, în care pădurea și pășunile sunt proprietatea indivizibilă a întregii comunități.
Școala românească de sociologie (îndeosebi prin Henri H. Stahl) a întreprins studii extinse asupra acestui fenomen.